# 霍尔斯贝克
霍尔斯贝克（荷蘭語：Holsbeek，荷蘭語發音：[ˈɦɔlzbeːk]）是比利时弗拉芒大区弗拉芒布拉班特省魯汶區的一个市镇，通行荷蘭語，是弗拉芒社群的一部分，面积38.50平方千米，人口9,905人（2018年1月1日）。